# Diecéze St. Gallen
Diecéze St. Gallen (tedy Diecéze sv. Havla, latinsky: Dioecesis Sancti Galli) je římskokatolická diecéze ve Švýcarsku bezprostředně podřízená Sv. Stolci. Zahrnuje následující švýcarské kantony:
- Appenzell Ausserrhoden,
- Appenzell Innerrhoden,
- St. Gallen.

## Historie
Počátky křesťanství v oblasti jsou spojeny s postavou iroskotského misionáře sv. Havla, zřejmě v roce 719 založil sv. Otmar slavné exemptní opatství, jehož majetky pokrývaly prakticky celou oblast dnešní diecéze. Po zániku kláštera v roce 1805 se až v roce 1823 podařilo založit novou diecézi, personálně spojenou s churskou diecézí až do roku 1836, kdy byl zřízen apoštolský vikariát svatohavelský, z nějž se roku 1847 stala diecéze. Od roku 1866 spadají pod správu diecéze i území obou appenzellských kantonů.

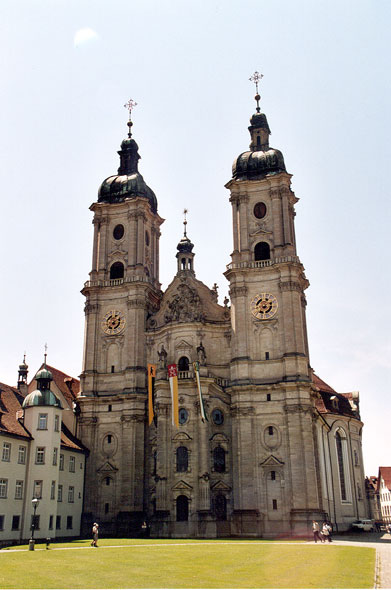
Katedrála sv. Havla a Otmara v St. Gallenu

## Proces volby biskupa
V zakládací bule papeže Pia IX. Instabilis rerum humanarum natura (z 12. 4. 1847)  je popsán i proces volby biskupa, v katolické církvi jedinečný. Volbu biskupa provádí kapitula, ale mohou ji ovlivnit věřící diecéze. Při poslední volbě bylo navrženo 40 kandidátů, z nichž kapitula vybrala 6 jmen, které nechala schválit papeži. Poté z nich mohlo tři jména vyškrtnout shromáždění zástupců farností diecéze, a ze zbylých tří jmen kapitula zvolila biskupa, jehož po potvrzení papežem oznámila lidem. Původně kapitula oznamovala jméno zvolence ihned po volbě, ještě před potvrzením Vatikánem, ale v roce 1995 to Jan Pavel II. zakázal.